# Andrea del Verrocchio
Andrea di Michele di Francesco di Cione detto Il Verrocchio (Firenze, 1435 – Venezia, 1488) è stato uno scultore, pittore e orafo italiano.
Attivo soprattutto alla corte di Lorenzo de' Medici, alla sua bottega si formarono allievi come Leonardo da Vinci, Sandro Botticelli, Pietro Perugino, Domenico Ghirlandaio, Francesco Botticini, Francesco di Simone Ferrucci, Lorenzo di Credi, Bartolomeo della Gatta, Luca Signorelli. Rivestì un ruolo importante nella tendenza a misurarsi con diverse tecniche artistiche, manifestatesi nella Firenze di fine Quattrocento, e infatti la sua bottega divenne polivalente, con opere di pittura, scultura, oreficeria e decorazione, così da poter far fronte all'insistente domanda proveniente da tutta l'Italia di prodotti fiorentini. 

## Biografia

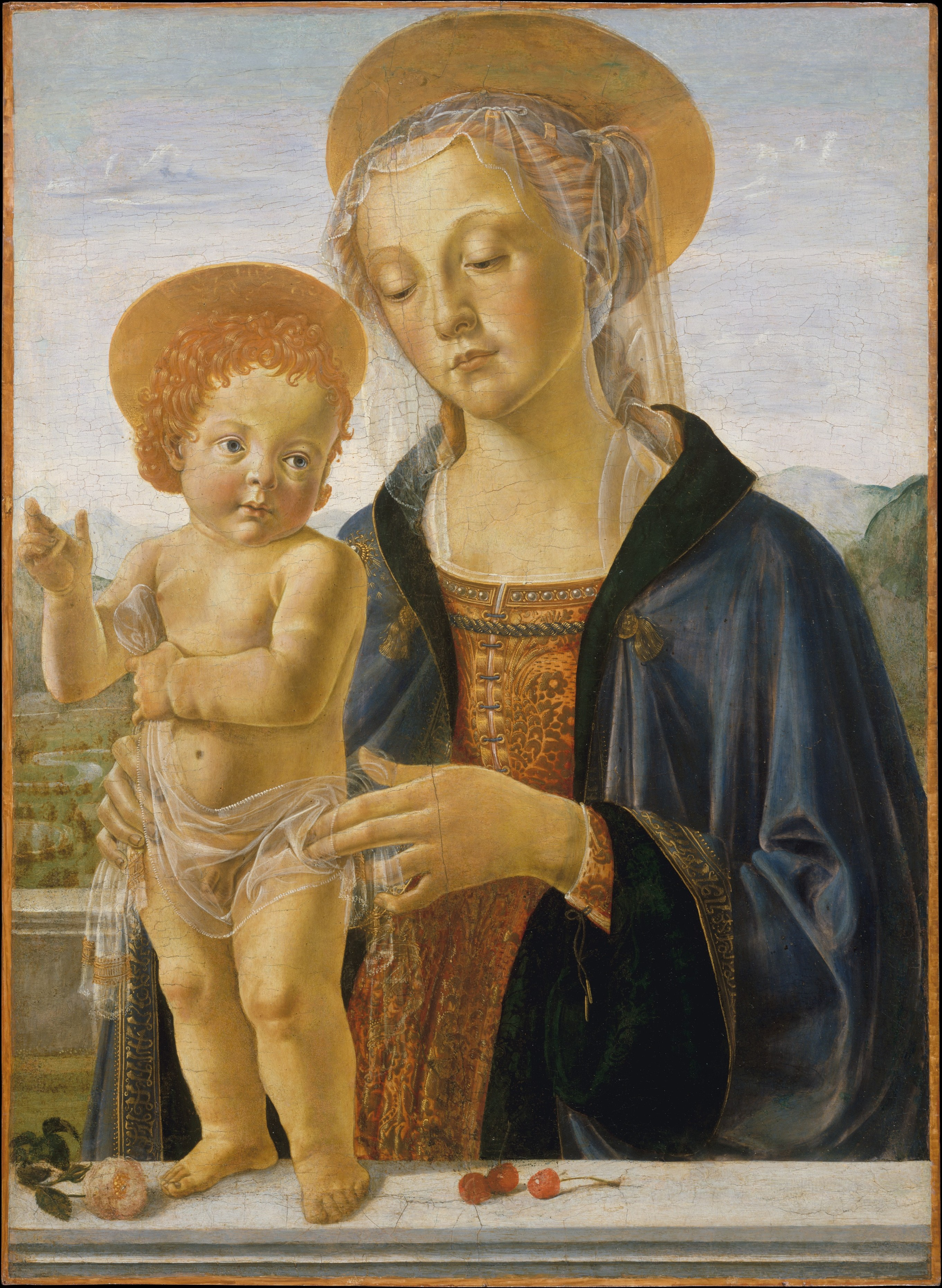
Bottega di Andrea del Verrocchio, Madonna col Bambino, 1470 circa, New York, Metropolitan Museum of Art

Nacque a Firenze tra il 1434 e il 1437 nella parrocchia di Sant'Ambrogio (la sua casa natale si trova oggi tra via dell'Agnolo e via de' Macci). Sua madre Gemma mise al mondo otto figli ed Andrea fu il quinto. Il padre, Michele di Cione, era fabbricante di piastrelle e successivamente esattore delle tasse. Durante la sua infanzia, nell'agosto del 1452, uccise senza volerlo un suo compagno di giochi (Antonino, figlio di Domenico di Antonio) lanciando sassi per scherzo insieme ad altri amici.
Andrea non si sposò mai e dovette provvedere al sostentamento di alcuni tra i suoi fratelli e sorelle, a causa dei problemi economici della sua famiglia. La sua notorietà crebbe notevolmente quando venne accolto alla corte di Piero e Lorenzo de' Medici, dove rimase fino a pochi anni prima della sua morte, quando si spostò a Venezia, pur mantenendo la sua bottega fiorentina.
Il primo documento che lo cita risale al 1452 ed è relativo ad una rissa dove egli risulta innocente dall'accusa di avere ucciso con un sasso un ragazzo quattordicenne, tale Antonio di Domenico. Suo fratello Simone fu un monaco di Vallombrosa e divenne abate di San Salvi. Un fratello fu operaio tessile e una sorella sposò un barbiere. Iniziò a lavorare come orafo, nella bottega di Giuliano Verrocchio, dal quale sembra che Andrea abbia in seguito preso il cognome. I suoi primi approcci alla pittura risalirebbero alla metà degli anni 1460 quando lavorò a Prato con Fra Filippo Lippi nel coro del Duomo. Resta famosa una denuncia anonima di sodomia che coinvolse quello che diventerà probabilmente il più famoso tra gli allievi della sua bottega: il giovane Leonardo da Vinci.

### Le prime opere autonome
Nel 1465 circa scolpì il lavabo della Sagrestia Vecchia di San Lorenzo, mentre tra il 1465 e il 1467 eseguì il monumento funebre di Cosimo de' Medici nella cripta sotto l'altare della stessa chiesa e nel 1472 terminò il monumento funebre per Piero e Giovanni de' Medici. Lo scultore sceglie di sistemare il sarcofago entro un'arcata completata da un reticolo bronzeo, che ha la funzione di mediare la luce. Grazie a questo espediente il sarcofago risalta sia per la policromia dei materiali che per la raffinatissima fattura degli elementi naturalistici. Gli elementi in bronzo completano il monumento.
Nel 1466, quando era appena trentenne, il Tribunale di Mercatanzia gli commissionò il gruppo scultoreo dell'Incredulità di san Tommaso per la chiesa di Orsanmichele. La nicchia nella quale sono inseriti i due personaggi fu realizzata da Donatello, e conteneva un San Ludovico di Tolosa, oggi nel Museo di Santa Croce. Nuova è la disposizione in diagonale del gruppo, con il piede di San Tommaso che fuoriesce dal piedistallo. L'espressione dei sentimenti - la dolcezza paterna del Cristo – lo stupore di San Tommaso – viene ribadita e amplificata dalla eccezionale ridondanza dei panneggi: quello del Cristo più dolce, invece agitato e inquieto quello dell'apostolo. Verrocchio anticipa attraverso la caratterizzazione del panneggio e la sottolineatura dei gesti e dei sentimenti, lo stilismo del barocco. L'opera fu terminata nel 1483.

### IlBattesimo di Cristo

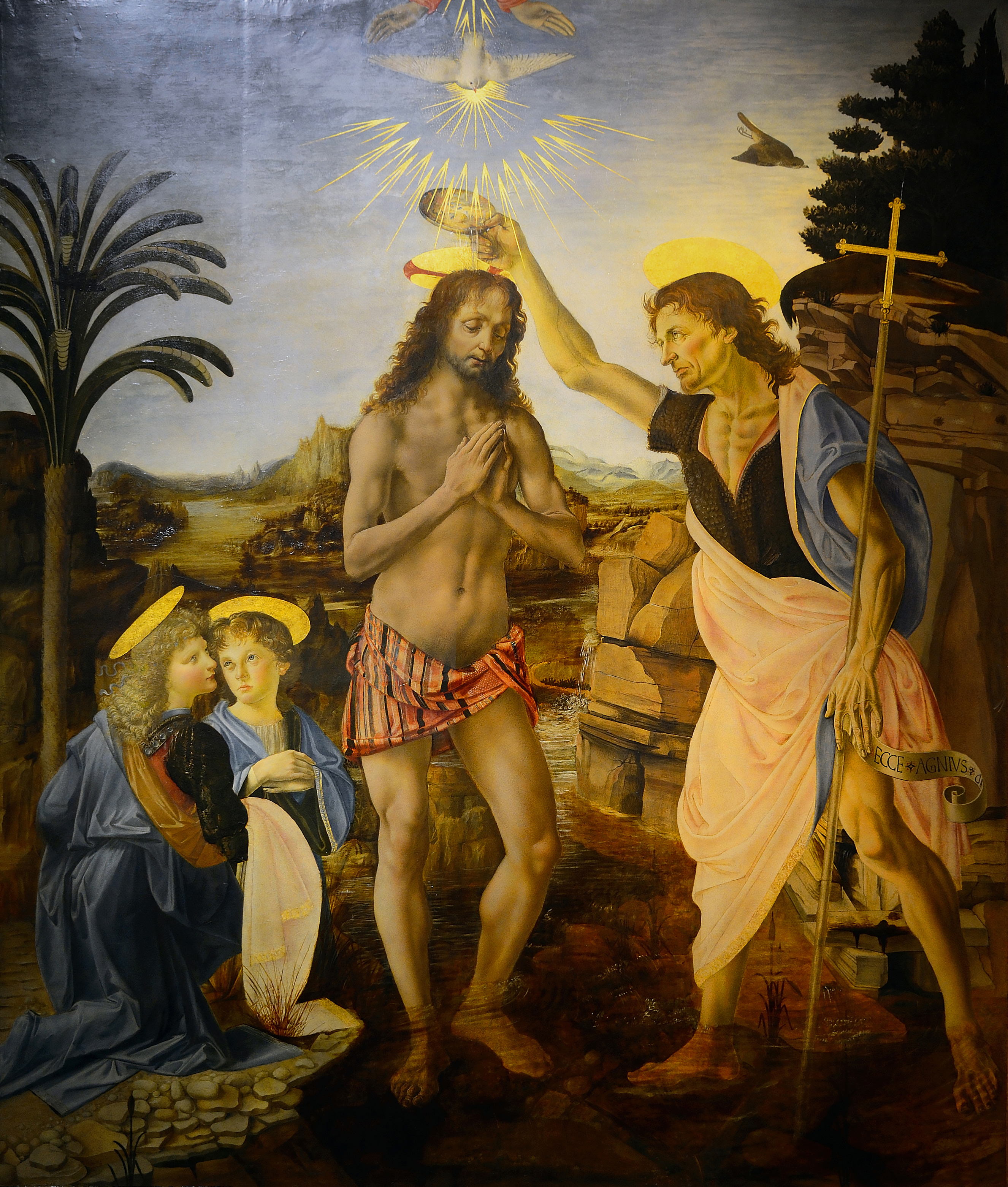
Andrea del Verrocchio e Leonardo da Vinci, Battesimo di Cristo, Firenze, Uffizi

Lo stile del Verrocchio in pittura è intensamente realistico, con modi ripresi dalla pittura fiamminga, costituito da una linea espressiva e ricca di pathos. Tra il 1474 e il 1475 realizzò il Battesimo di Cristo, ora agli Uffizi, con il giovane allievo Leonardo da Vinci, che dipinse quasi sicuramente l'angelo di sinistra e i fondali paesistici.
In quest'opera la composizione è triangolare con al vertice la ciotola nella mano di San Giovanni Battista e come base la linea che collega il piede sinistro del Battista a quello dell'angelo inginocchiato; in essa è inscritta e funge da centro visivo la figura del Cristo in piedi che dà alla scena un movimento rotatorio, accentuato dalla posizione di tre quarti dell'angelo sulla sinistra, che volge le spalle all'osservatore.
In questo angelo è stata riconosciuta la mano di Leonardo, diversa per la grazia e morbidezza rispetto alle altre figure monumentali e definite dalla linea incisiva del contorno; allo stesso modo il paesaggio sullo sfondo aperto su di un'ampia valle percorsa da un fiume, reso con valori atmosferici che ne hanno ammorbidito e sfumato le forme, si differenzia dalle rocce rozzamente squadrate.
L'unico dipinto, totalmente autografo, giunto ai giorni nostri di cui è praticamente certa l'attribuzione al Verrocchio è la Madonna e bambino con i santi che si trova nella Cattedrale di Pistoia.

### Altre sculture
Del 1468 è il candelabro, ora al Rijksmuseum di Amsterdam, realizzato per un corridoio di Palazzo Vecchio. La base è formata da tre lati, su due dei quali è scritto rispettivamente MAGGIO e GIUGNO, sul terzo vi è la data in numeri romani, 1468. Nei primi anni settanta del Quattrocento compì un viaggio a Roma.
A partire dalla seconda metà degli anni 1470 il Verrocchio si dedicò principalmente alla scultura, secondo le leggende narrate dal Vasari per via del confronto con il suo allievo Leonardo che aveva superato il maestro. Attenendosi in un primo tempo ai modelli canonici fiorentini, come nel David bronzeo del Bargello, su commissione di Lorenzo e Giuliano de' Medici del 1475 circa, riprese lo stesso soggetto di Donatello, ma stilisticamente, vista l'idealizzata e goticizzante bellezza, si rifece al Ghiberti, risolvendo il tema dell'eroe cristiano in un paggio cortese.
Nel 1477 fu chiamato ad eseguire il cenotafio del cardinale Niccolò Forteguerri per la Cattedrale di San Zeno a Pistoia, che lasciò incompiuto e per la cui questione attributiva, chiarita in un esauriente studio, Alberto Busignani ne riporta le vicissitudini alla fine delle quali l'opera, commissionata agli Operai di Sant'Jacopo dal Comune di Pistoia, cui molti concorsero e per la quale si scomodarono a diversi livelli anche Lorenzo il Magnifico e Piero del Pollaiolo, della quale al Verrocchio spetterebbero «soltanto la figura della speranza e del Dio Padre con gli angeli, di cui forse non fece che il modello» e che alla realizzazione finale concorsero Lorenzo Lotti e altri, tutti insieme concorrendo «a fare una cosa goffa anzi che no», così almeno il Vasari valutò.

#### IlPutto con delfino

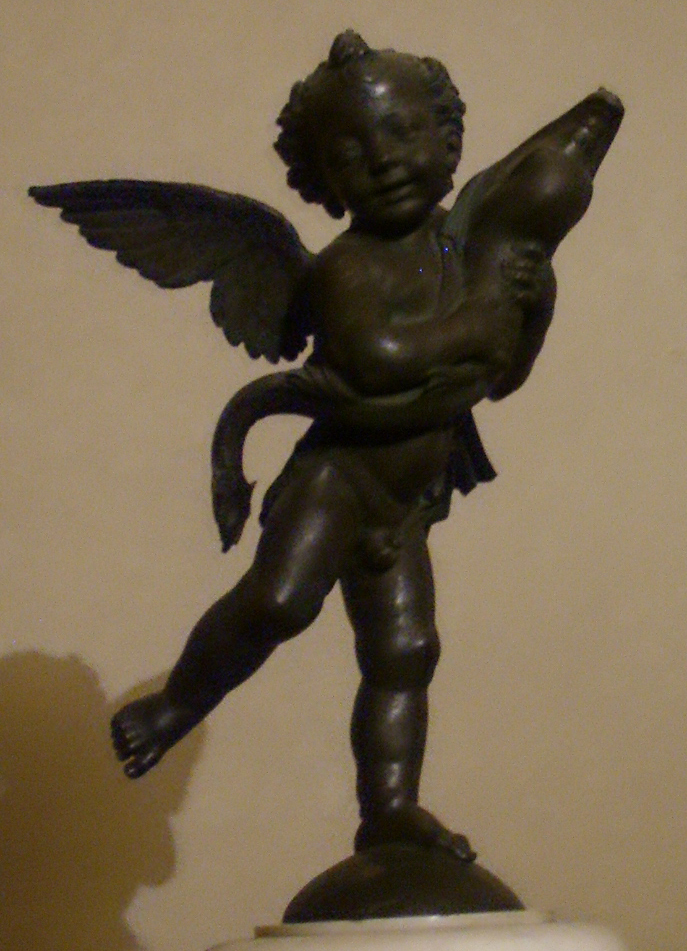
Putto con delfino

Nel 1478 circa realizzò il Putto alato con delfino, originariamente destinato a una fontana per la villa medicea di Careggi, dove l'acqua usciva dalla bocca del delfino e spruzzava in alto ricadendo, ora conservato a Palazzo Vecchio. In esso si percepiscono echi del dinamico naturalismo appreso da Desiderio da Settignano, che lo indirizzò verso la trasfigurazione della materia scultorea in morbide forme levigate, mentre il soggetto deriva dall'antico, ma reinterpretato in un sorridente putto danzante, in precario equilibrio, con il manto che si incolla alla schiena e il ciuffo bagnato, appiccicato alla fronte.

#### LaDama col mazzolino
Dello stesso periodo è il busto della Dama col mazzolino, dove per evitare una rigida visione frontale e per rendere più dinamica la composizione girò il volto della donna e, grazie all'espediente del taglio del ritratto all'altezza dell'ombelico, poté inserirvi anche le mani. Sempre dello stesso periodo è il rilievo per il monumento funebre di Francesca Tornabuoni per la basilica di Santa Maria sopra Minerva a Roma (ora al Bargello).

### Il Monumento a Bartolomeo Colleoni

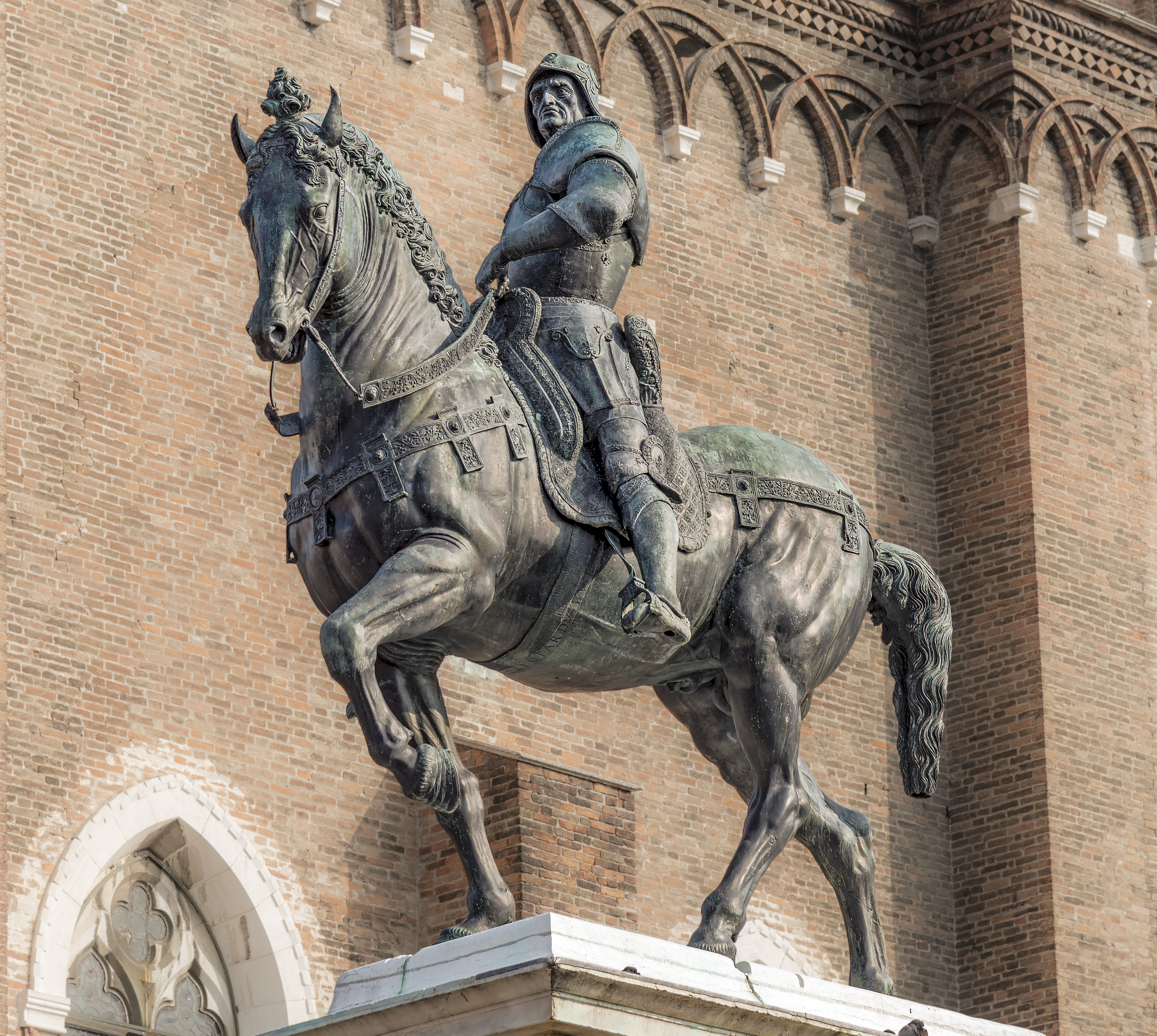
Venezia, il Monumento a Bartolomeo Colleoni

Nel 1479 la Repubblica di Venezia decretò la realizzazione di un monumento equestre per il condottiero Bartolomeo Colleoni, morto nel 1475, da collocare in campo Santi Giovanni e Paolo, nel 1480 ne affidò l'esecuzione ad Andrea Verrocchio, nel 1481 il modello di cera venne mandato a Venezia, dove nel 1486 si trasferì l'artista per attendere alla fusione in bronzo del gruppo. Andrea morì nel 1488 a lavoro non terminato, l'artista aveva nominato erede ed esecutore Lorenzo di Credi, ma egli preferì cedere il lavoro a Alessandro Leopardi, artista locale. Per la realizzazione del gruppo Andrea si rifece alla statua equestre del Gattamelata di Donatello, alle statue antiche di Marco Aurelio, dei cavalli di San Marco e del Reggisole, ma aveva anche presente l'affresco con Giovanni Acuto di Paolo Uccello in Santa Maria del Fiore.
La statua è inoltre notevole per l'espressione attentamente osservata sul volto del Colleoni: il condottiero, rivestito dall'armatura, si erge in posa solenne e con lo sguardo aggrottato, sottolineato dalla zona d'ombra data dal cimiero; l'effetto dinamico del gruppo è dato dall'incrocio di due diagonali: una, quella formata dal profilo superiore del corpo del cavallo, l'altra, quella che va dal busto del condottiero alla zampa anteriore sinistra del cavallo, piegata ad angolo retto. Il monumento equestre si ispira al Gattamelata di Donatello ma se ne differenzia per la forma aperta, la figura imperiosa fortemente caratterizzata e per nulla idealizzata del condottiero.
Deceduto nel 1488, Andrea del Verrocchio venne sepolto nella Chiesa di Sant'Ambrogio a Firenze, però oggi vi è presente solo la pietra tombale poiché i suoi resti sono andati perduti.

### Altre opere

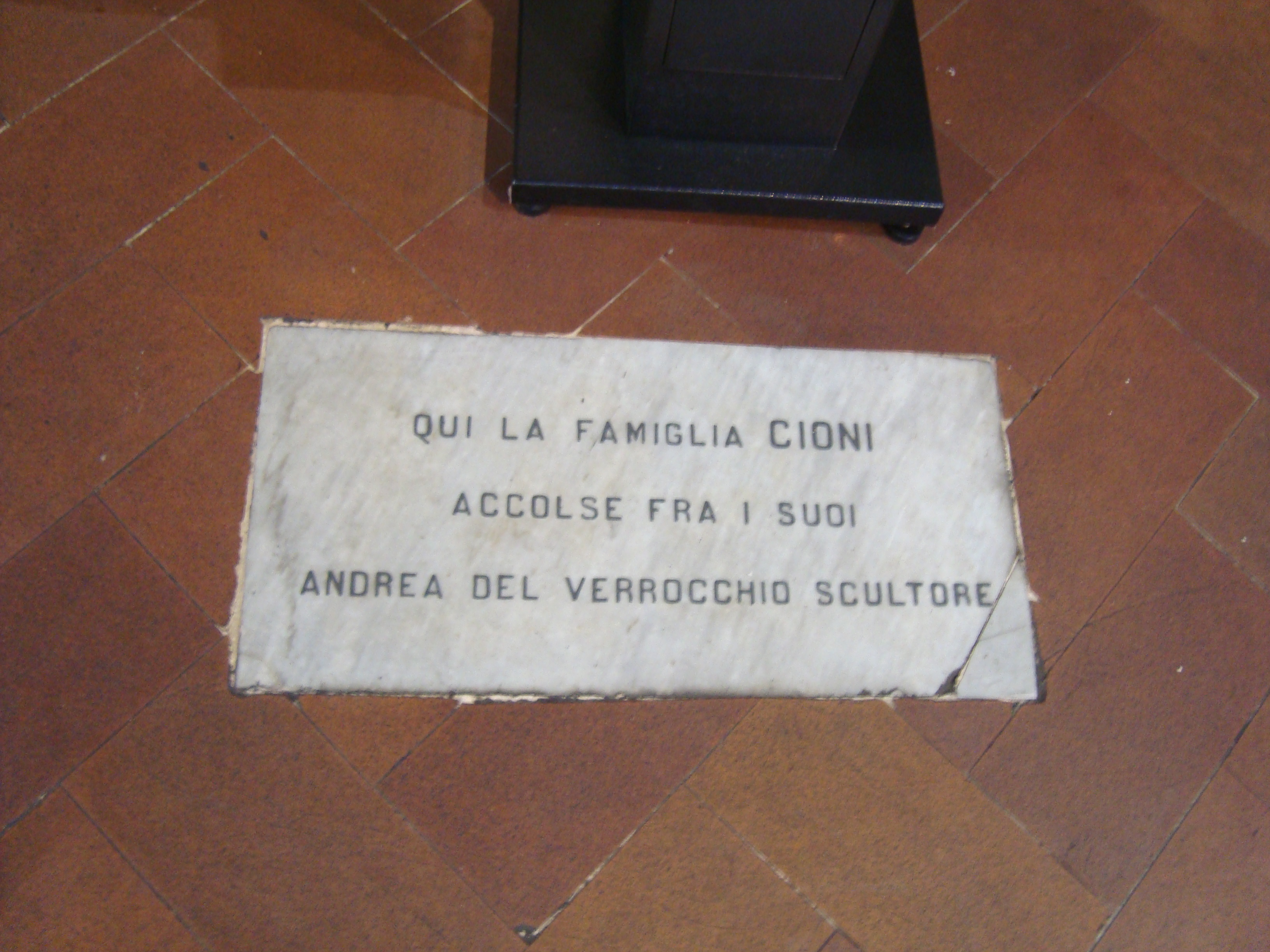
Lapide di Verrocchio

Gli viene inoltre attribuita la Madonna Ruskin della National Gallery of Scotland a Edimburgo, datata al 1470 e alla sua bottega sono da riferire le tavole della National Gallery di Londra con Tobiolo e l'angelo, realizzata tra il 1470 e il 1480 e la Madonna col Bambino e due angeli del 1470 circa.
- Madonna col Bambino, 1466-1470 circa, tempera su tavola, 75,5x54,8 cm, Berlino, Staatliche Museen, Gemäldegalerie
- Incredulità di san Tommaso, 1466-1483, bronzo, altezza 230 cm, Firenze, Orsanmichele
- Tomba di Cosimo il Vecchio, 1467, marmo bianco, porfido rosso e verde, bronzo, laterizi e forse tegoli, 265x318 cm, Firenze, pilone nella cripta di San Lorenzo
- Madonna del Latte, 1467-1469 circa, tempera su tavola, 69,2x49,8cm, Londra, National Gallery
- Tomba di Giovanni e Piero de' Medici, 1469-1472, marmo bianco, porfido rosso e verde, bronzo, laterizi e pietra serena, Firenze, chiesa di San Lorenzo
- Putto con delfino, 1470 circa, bronzo, 67cm, Firenze, Palazzo Vecchio
- Tobiolo e l'angelo, 1470-1480, tempera su tavola, 84x66 cm, Londra, National Gallery
- Madonna col Bambino, copia da Andrea del Verrocchio, 1470-1480 circa, tempera su tavola, 78,1x53,6 cm, Washington, National Gallery of Art
- Madonna di Piazza (con Lorenzo di Credi e altri), 1474-1486, tempera su tavola, Pistoia, Cattedrale di San Zeno
- Madonna con Bambino (opera di bottega con interventi probabili di Lorenzo di Credi e forse Leonardo da Vinci), olio su tavola, Camaldoli, Museo
- David, 1475 circa, bronzo altezza 126cm, Firenze, Museo nazionale del Bargello
- Battesimo di Cristo (con Leonardo da Vinci e altri), 1475-1478 circa, olio su tavola, 180x152 cm, Firenze, Galleria degli Uffizi
- Giuliano de' Medici, attribuzione, 1475-1478, terracotta, 61x66x28,3cm, Washington, National Gallery of Art
- Dama col mazzolino, 1475-1480, marmo, 61cm, Firenze, Museo nazionale del Bargello
- Madonna col Bambino e due angeli, 1476-1478 circa, tempera su tavola, 96,5x70,5cm, Londra, National Gallery
- Decollazione del Battista, 1477-1480, argento e smalti montati su supporto ligneo, 31,5x42 cm, Firenze, Museo dell'Opera del Duomo
- Monumento equestre a Bartolomeo Colleoni, 1479-1483, bronzo, Venezia, Campo San Zanipolo
- Busto di Lorenzo il Magnifico, 1480, terracotta dipinta, Washington, National Gallery of Art
- Angelo, terracotta, 36,5x32,8, Parigi, Museo del Louvre
- Angelo (opera di bottega), 37x34 cm, Parigi, Museo del Louvre
- Busto di Piero di Lorenzo de' Medici, terracotta, Firenze, Museo nazionale del Bargello
- Crocifisso, legno stuccato e ingessato, sughero e tela di lino ingessata e dipinta, 87cm, Firenze, Museo nazionale del Bargello
- Testa di fanciullo che guarda verso il basso, 1470-1475, disegno a matita bianco su carta, 28,3x20 cm, Firenze, Gabinetto dei Disegni e delle Stampe
- Testa di donna con elaborata pettinatura, disegno a carboncino e biacca, 32,5x27,3cm, Londra, British Museum
- Testa di donna col volto chino, disegno su carta con matita nera e lumeggiature bianche, bucato per il trasferimento a spolvero su parete, 40,8x32,7cm, Oxford, Christ Church Gallery
- Testa muliebre, disegno, 26,7x22,5cm, Parigi, Museo del Louvre
- Madonna col Bambino (attribuita al Verrocchio o a Antonio del Pollaiolo), pannello dipinto, San Pietroburgo, Museo dell'Ermitage
- Busto di giovane donna, marmo, 48x48,7x23,8cm, New York, Frick Collection
- Resurrezione di Cristo, terracotta policroma, 135x150 cm, Firenze, Museo nazionale del Bargello
- San Girolamo, attribuito alla cerchia del Verrocchio, affresco, Pistoia, chiesa di San Domenico
- Fanciullo dormiente, terracotta, 36x58 cm, Berlino, Staatliche Museen
- Cinque putti che giocano, disegno a inchiostro, 15,8x20,9cm, Parigi, Museo del Louvre
- Venere e Cupido, con Leonardo da Vinci, punta metallica e matita nera su carta avorio, 14,8x25,9cm, Firenze, Galleria degli Uffizi
- Vasca Medici (attribuita a Verrocchio o alla bottega di Donatello), 1440-1460 circa, 167cm più plinto di 34cm, Firenze, San Lorenzo, Sagrestia Vecchia
- Scudiero reggistemma, (di bottega), ultimo quarto del XV secolo, La Spezia, Museo civico Amedeo Lia
- Madonna col Bambino, marmo 1455-1468 Solarolo (RA) Municipio, Sala Consiliare